# Lycoming O-480
Lycoming GO-480 ist die Bezeichnung eines Kolbenflugmotors aus einer Triebwerksfamilie des US-amerikanischen Herstellers Lycoming. Alle sind in Baukastenform zusammengesetzte luftgekühlte OHV-4-Takt-Boxermotoren. Die hier verwendeten sechs Zylinder haben eine Bohrung von 130,2 mm bei einem Hub von 98,4 mm. Damit ergibt sich ein Hubraum von 7861 cm³, entsprechend 480 inch³, woraus sich die Musterbezeichnung ableitet. Der Motor wurde erstmals 1954 vorgestellt und blieb bis 1978 in Produktion. Andere Triebwerke des Herstellers mit Zylindern gleicher Abmessungen sind die Zweizylinder Lycoming O-160 und die Vierzylinder Lycoming O-320. Wie das G (geared) in der Bezeichnung zeigt, wird die Luftschraubendrehzahl durch ein Getriebe mit i=1,5625 oder i=1,55844 herabgesetzt. Je nach Verdichtung waren sie mit Kraftstoff von entweder 80/87 oder 91/96 Oktan zu betreiben. Alle Motoren mit Kompressor und die von vornherein für den Betrieb mit Kraftstoff von 100/130 Oktan ausgelegten besaßen eine Kolbenbodenkühlung durch Spritzöl.

## Ausführung

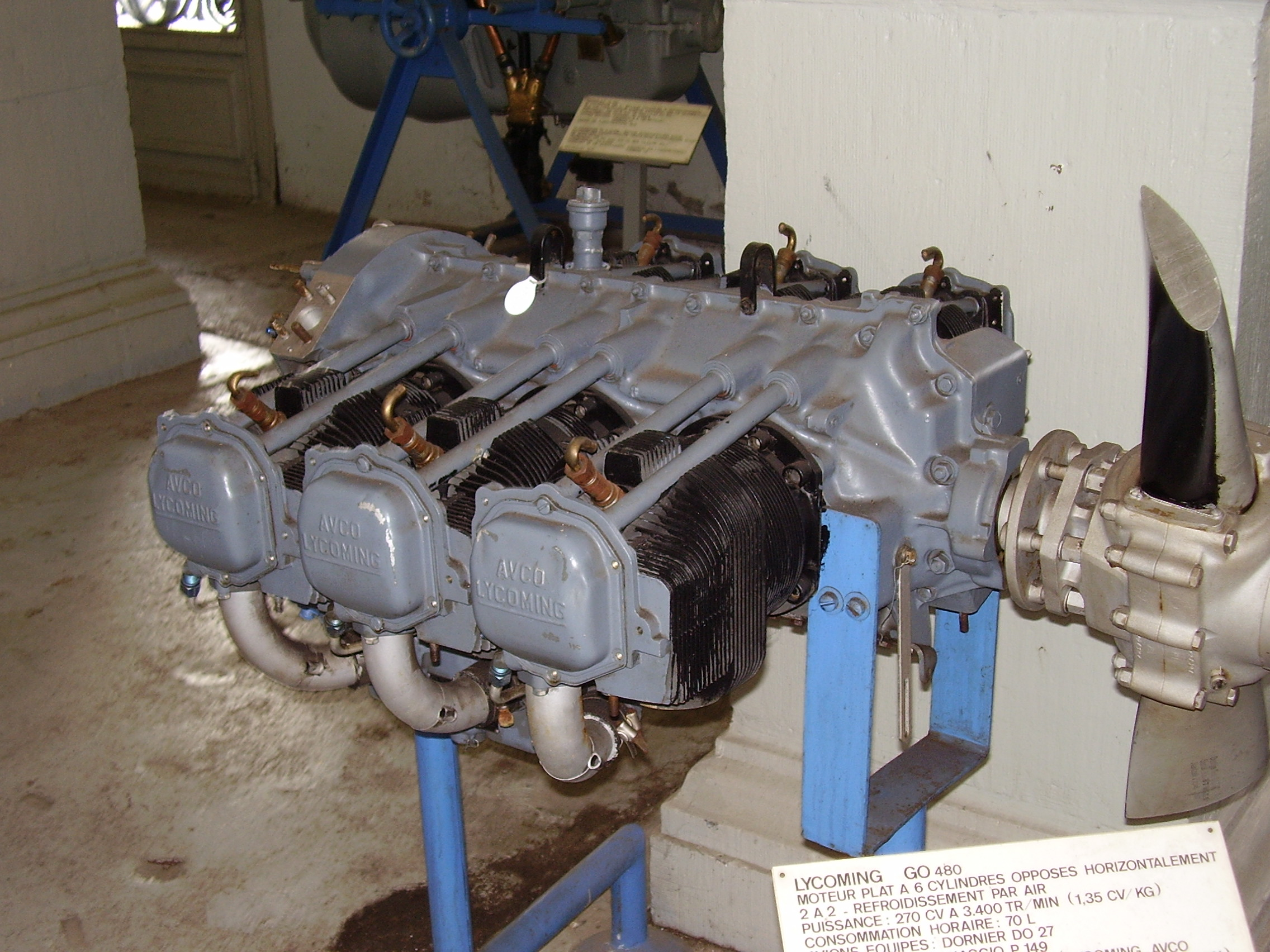
Lycoming GO 480 im Musée Royal de l’Armée in Brüssel

Die Kolben bestehen aus einer Aluminiumlegierung und besitzen je zwei Kompressions-, einen Ölabstreifring und einen Ölverteilring. Die Pleuel weisen ein Doppel-T-Profil auf und sind aus Stahl geschmiedet. Die Kurbelwelle besteht aus einer Chrom-Nickel-Molybdänstahllegierung und wird ebenfalls im Schmiedeverfahren gefertigt. Nach der Bearbeitung werden alle Lagerflächen durch Nitrieren gehärtet. Das Kurbelgehäuse ist ein vertikal geteiltes Leichtmetallgussstück. Im vorderen Lagerschild nimmt ein Kugellager die Propellerschubkräfte auf. Alle Lager bis auf die Kolbenbolzenlager werden durch Drucköl geschmiert. In der Kurbelwelle befindet sich eine Schlammhülse, die Schwebstoffe durch Schleuderwirkung abscheidet. Die Kolbenbolzen wie auch die Kolbenbahn und die Hilfsantriebswelle bekommen ihre Schmierung durch Schleuderöl. Der aus Leichtmetall bestehende Hilfsgerätedeckel ist hinten an den Motor und den Ölsumpf angeschraubt. Er enthält die Ölpumpe und die Hilfsantriebswelle. An dem Deckel sind Starter, Generator, Kraftstoffpumpe, Drehzahlwelle und die Zündmagnete befestigt.

## Varianten
- GO-480: Ursprungstriebwerk, das am 21. April 1954 zugelassen wurde. Es blieb bis 1978 in der Fertigung und leistet je nach Modell zwischen 260 PS bei 3000 min-1 und 285 PS bei 3100 min−1. Es lieferte den Antrieb von Flugzeugen wie Aero 520/560 und Beechcraft Model 50. Sowohl BMW in Deutschland als auch Piaggio in Italien erwarben die Nachbaurechte und bauten den Motor zur Verwendung in den bekannten Flugzeugen Dornier Do 27 bzw. Piaggio P.149.

- GSO-480: Aufgeladene Ausführung mit der militärischen Bezeichnung O-480-1. Das Triebwerk leistet 320 PS bei 3200 min−1. Der Kompressor hat ein Übersetzungsverhältnis von 11,27:1. Es wurde zwischen 1955 und 1959 gefertigt.

- IGSO-480: Die erste Version des Triebwerks mit einer Single-Point-Einspritzung. Es erhielt die militärischen Bezeichnung O-480-3 Die Leistung beträgt 320 PS bei 3200 min-1. Eingebaut wurde es unter anderem in der Dornier Do 28D. Die Fertigung lief zwischen 1960 und 1978.

- IGO-480: Variante mit 280 bis 285 PS bei 3100 min−1, die zwischen 1968 und 1978 hergestellt und hauptsächlich in der Aero Commander 680 verwendet wurde.

## Technische Daten (IGSO-480-A1F6)
- Bohrung: 130,2 mm
- Hub: 98,4 mm
- Hubraum: 7859 cm³
- Dauerleistung: 264 PS bei 3000 min−1 bis 3350 min−1
- Startleistung: 274 PS bei 3400 min−1
- Verdichtung: 7,3:1
- Höchstzulässige Zylinderkopftemperatur: 246 °C
- Höchstzulässige Zylinderlaufbuchsentemperatur: 163 °C
- Oktanzahl des Flugkraftstoffes: 80/87     neu: 100LL
- Fassungsvermögen der Ölwanne: 11,25 l
- Mindestölmenge: 2,5 l
- Mindestöldruck (Leerlauf): 1,72 bar
- Öldruck Normalbetrieb: 5,17 bar
- Zündzeitpunkt: 25° vor o. T.
- Zündfolge: 1–4–5–2–3–6
- Gewicht: 226 kg
- Länge: 1208 mm
- Breite: 842 mm
- Höhe: 570 mm
- Luftschraubenuntersetzung: i=1,5625